# Mezzo DSA
Mezzo DSA (メゾ DSA?) es una serie de anime compuesta por 13 episodios y creada por Yasuomi Umetsu. Es una secuela no hentai nacida de la historia en OVA lanzada en 1998 bajo el nombre Mezzo Forte.

## Contexto
La serie se ubica en un futuro inmediato en el cual no hay demasiadas diferencias con la época actual. La tecnología presenta avances novedosos en el uso cotidiano de la robótica, informática, mecánica y biología; los cuales se pueden observar en autos con motores ajenos al uso de combustible fósil, androides para uso civil, además de computadoras de alta tecnología.
La historia se sitúa en Japón, mostrando en su arquitectura y cultura pocas variaciones o avances en relación con la actualidad. La ciudad posee un mundo criminal muy florido y fecundo en el desarrollo de bandas, organizaciones criminales y personajes corruptos, por lo que es común la aparición de crímenes y conspiraciones a gran y pequeña escala.

## Sinopsis
Mikura, Kurokawa y Harada son los integrantes de la DSA (Danger Service Agency, Agencia de Servicios Peligrosos), una organización que funciona en general al borde de la ley para llevar a cabo trabajos tan variados como lo puede hacer una agencia que trabaje igualmente como guardaespaldas, ladrones, detectives o cazarrecompensas.
Los cuarteles de la DSA son un Viejo autobús británico de dos pisos instalado en la azotea de un edificio donde funciona la Barbería Mugiyama.
La historia se sitúa varios meses después de su enfrentamiento con la familia Momoi (Mezzo Forte), enfocándose esencialmente en lo que son las misiones rutinarias de la DSA y en la profundización de la historia personal de los protagonistas.

## Personajes Principales
- Mikura Suzuki (鈴木 海空来 Suzuki Mikura ?)

Seiyū: Tomoko Kotani
El brazo ejecutor del equipo, especialista en combate cuerpo a cuerpo y armas de fuego. Es una quinceañera de apariencia sensual, gran busto y cuerpo muy desarrollado, pero de carácter fuerte y algo infantil, su cabello pelirrojo ha crecido algo desde los OVAs, por lo que ahora lo recoge en un par de coletas. Desde pequeña se crio en las calles robando y peleando, por eso ha hecho de la frase ”Quien no pelea no cenará esta noche” su filosofía de vida.
Hace algunos años, ella y su amiga Sakura escapaban tras un robo menor cuando fue atrapada por Kurokawa, quien en ese tiempo aun era detective de la policía de Tokio. Con la fundación de la DSA, Mikura pasaría vivir bajo el mismo techo que él y Harada, ocupando la segunda planta de la agencia como cuarto y gimnasio personal; aunque en Mezzo Forte muestra una atracción hacia a Kurokawa que incluso la lleva a tener fantasías eróticas con él, actualmente parece verlo solo como un camarada y figura paterna.
Posee algún grado de percepción extrasensorial que le ocasiona visiones cuando se acerca una situación peligrosa, estas visiones solo le muestran algunos segundos del clímax de la acción, pero no posee control de ellos o un contexto en el cual situarlos; es así como cada vez que le asalta una visión, sus compañeros comprenden que están cerca de aceptar un caso peligroso.
Su arma es una pistola Colt M1911A1 semiautomática y su uniforme es un traje de Spándex anaranjado, lo que le ha valido desde los OVAs el apodo de Orange Girl (Chica Naranja).
- Kenichi Kurokawa (黒川 健 Kurokawa Ken'ichi?)

Seiyū: Taichiro Hirokawa
Fundador de la DSA, un hombre ya mayor de baja estatura y moreno, con una calvicie incipiente que lo acompleja y de la cual suelen burlarse Harada y Mikura. Le gusta hacer bromas y juegos de palabras que solo él considera graciosos, por lo que suele dar la impresión de ser poco serio a la hora de trabajar, sin embargo es la mente tras el grupo, lleno de contactos e informantes en el bajo mundo y es un oponente que debe tomarse en serio si se lo propone. Siente una fascinación casi obsesiva por los tallarines y fideos, siendo lo único que prepara para que coma el equipo. Su más valiosa posesión es su Volkswagen modelo escarabajo de color rosa, que en más de una misión es dañado, saboteado, chocado o baleado.
Antiguamente fue uno de los mejores detectives de la policía de Tokio, pero para su desgracia era honesto, lo que le trajo enemistad con el resto del cuerpo, quienes aprovechando una ocasión lo culparon de corrupción y fue dado de baja sin derecho a beneficios de retiro. En venganza, escribió un Best Seller en el que reveló las irregularidades y procedimientos secretos de la policía, ridiculizándolos en el proceso. Tras su salida de la fuerza fundó la DSA reuniendo a Mikura y Harada, con quienes en el presente forma equipo en las misiones. En la actualidad su contacto en la policía, es el jefe del departamento, encargado de darle información y abastecerlo de munición y a quien Kurokawa considera su amigo, sin embargo este solo lo ayuda por miedo a que revele sus secretos.
Ocupa la primera planta de la Agencia, la cual ha acondicionado como living, oficina, dormitorio y cocina.
- Tomohisa Harada (原田 智久 Harada Tomohisa?)

Seiyū: Takumi Yamazaki
Miembro de la DSA, un joven de apariencia Punk; tiene un tatuaje sobre uno de sus ojos, cabello teñido rubio y peinado en púas, usualmente usando guantes y una chaqueta sin camisa. Por lo general actúa con mayor seriedad respecto a sus compañeros, aunque posee un leve toque nervioso en su voz y actitud.
En su adolescencia era un estudiante común con afición por la electrónica, un día, incitado por sus compañeros se declaró a Mannon Asakura, la estudiante más bella e inteligente y la heredera de una gran empresa a cargo de la creación de androides e inteligencia artificial. Contra todo pronóstico, ella aceptó; sin embargo finalmente descubriría que toda la relación era una fachada para usarlo en un experimento de interacción entre humanos e IAs. Furioso, Harada destruyó el laboratorio e incendió el edificio, siendo arrestado por Kurokawa.
Tras este incidente se dedicaría a estudiar robótica y programación, logrando reconocimiento dentro del campo a pesar de no poseer una educación formal. En la actualidad es especialista en ingeniería, programación y robótica; aún industrias Asakura lo considera uno de los mejores diseñadores de androides y el mejor programador de IA, sin embargo él no desea programar ya que es poco rentable y prefiere fabricar androides-prostitutas para la venta en el bajo mundo.
Se siente atraído por Mikura, pero ella lo ignora por lo que esto solo lo sabe Kurokawa, quien se divierte con su situación. Su uniforme es similar al de Mikura pero de piernas largas y de color azul con botas negras, lo utiliza solo en los OVA.
- Asami Igarashi (五十嵐 あさみ Igarashi Asami?)

Seiyū: Miyu Matsuki
Una niña de primaria que aparecería al comienzo de la serie. Pequeña y de cabello negro, su personalidad es débil y carece de carácter, por lo que usualmente es maltratada por las chicas de su clase, quienes le exigen dinero todos los días, aprovechando que su familia es de clase alta. Es normal que esté sola después del colegio ya que sus padres viajan mucho y solo tiene como opción quedarse en el penthouse de sus padres o caminar por la ciudad.
Conocería a Mikura cuando esta la protege al quedar atrapada en el fuego cruzado en una pelea entre la DSA y los Black Scissors, y tras verla en acción decidió convertirse en su discípula para así formar carácter y ser fuerte; por ello pasaría muchos días siguiéndola y vigilando la agencia hasta tener la oportunidad de hablarle. A partir de ese punto es normal verla en la agencia o participando en los casos. Tras el caso conocido como Caparazón de Mentiras (Episodio positivo), demuestra estar enamorada de Harada, aunque este es el único que no lo nota.
A medida que pasa el tiempo, Harada y Kurokawa le demuestran su apoyo para que gane confianza y coraje, mientras Mikura accede a entrenarla en defensa personal, lo que a la larga le sirve incluso para apoyar a la DSA. Al Comenzar su entrenamiento con Mikura recibe de sus amigos un uniforme DSA similar al de Mikura, pero de color negro.

## Personajes Secundarios
- Chiyoki Mugiyama (麦山 千代奇 Hasami no Mugi-chan?)

Seiyū: Yūichi Nagashima
El edificio en que está instalada la oficina de la DSA tiene en el primer piso una barbería de estilo americano; el encargado de atenderla es su dueño, Mugiyama, a quien Kurokawa llama Mugi-chan. Es un hombre de aspecto extraño, con barba, usa siempre traje sin chaqueta ni corbata y un pañuelo atado en su cabeza; sus modales y voz son amanerados y delicados, lo que le ha valido ser apodado "El Macho Tijeras" por Mikura.
Tras esta fachada se esconde uno de los criminales más peligrosos de la ciudad. Es el creador y dirigente de los Black Scissors (Tijeras Negras), un grupo criminal que se vende al mejor postor para misiones de protección y asesinato. Mugiyama, a pesar de su aspecto, es un frío asesino con una habilidad sorprendente para pelear y matar, pero rara vez se le ve actuar ya que posee un gran número de hombres a su servicio, sin embargo él con un par de tijeras es mucho más peligroso que todos sus hombres bien armados.
En general siente simpatía hacia los miembros de la DSA, por lo que no hay rivalidad entre ambos grupos, excepto cuando interfieren en sus misiones; incluso en una ocasión les pediría ayuda para un amigo suyo. Posteriormente se descubre han sido contratados para asesinar a Kurokawa por lo que Mugiyama, fiel a su profesionalismo, ordena a Ojo de pez que se encargue de asesinarlo.
- Kazuto (魚眼の和外 Gyogan Kazuto?) (Alias Ojo de pez Kazuto)

Seiyū: Issei Miyazaki
El mejor asesino de la banda de los Black Scissors, un joven veinteañero con habilidades como asesino y peleador que incluso Mikura debe temer.
Tiene su origen en una familia humilde con un padre agresivo quien un día asesinara a la madre de Kazuto en una discusión, poco tiempo después el joven asesinaría a su propio padre apuñalándolo en venganza. A causa de este incidente perdería toda facultad de expresar emociones y huiría de su casa siendo encontrado por Mugiyama, quien lo adoptó como parte de su banda y entrenó como asesino, aprovechando su falta de conciencia y bautizándolo como Ojo de pez, en referencia a la falta de vida y emoción en su mirada.
Le fue encargada la misión de asesinar a Kurokawa, ya que a Mugiyama se le pagó por quitarlo del camino del jefe de policía, por ello lo acosaría desde el comienzo de la serie hasta el final intentando encontrar un momento adecuando para matarlo, sin embargo Mikura y la propia suerte de Kurokawa se interpondrían constantemente evitándole cumplir su misión.
Sin poder evitarlo, aunque disimulándolo muy bien, con el tiempo Mikura gana su atención no solo como oponente, también en su calidad de mujer, lo que a juicio de Mugiyama pondría en duda su capacidad. Para el final de la serie, si bien no reconoce nada, se muestra muy dispuesto a proteger a Mikura ya sea enfrentando a sus oponentes o bloqueando disparos dirigidos a ella.
- Sakura Sakurada (桜田 桜 Sakurada Sakura?)

Seiyū: Miki Nagasawa
Antigua mejor amiga de Mikura, crecerían juntas en las calles de la ciudad hasta que Kurokawa arrestó a Mikura. Tras esto sobreviviría sola hasta el día en que un grupo de maleantes intentara violarla y fuera salvada por Momomi Momoi, quien la entrenaría como asesina y convertiría en su amante.
Tras la muerte de Momomi en manos de Mikura, Sakura se dedicaría a investigar a su antigua amiga y posteriormente la ubicaría fingiendo un reencuentro en el cual planeaba asesinarla como venganza por la muerte de su novia; sin embargo, Mikura pudo darse cuenta de sus intenciones y desenmascararla. Sakura intentaría apuñalarla en una pelea cuerpo a cuerpo, pero sus habilidades inferiores solo lograrían que se clavara su puñal en el corazón.
Antes de morir revela a Mikura una impactante verdad que había descubierto mientras investigaba: Momokishi Momoi, padre de Momomi, solía tener aventuras con muchas mujeres a la vez, una de ellas fue la madre de Mikura y ella es el producto de esta relación, por lo tanto ella y Momomi eran hermanas.
- Manon Asakura (朝倉 麻否 Asakura Manon?)

Seiyū: Junko Noda
Manon Asakura es el nombre de la heredera de Industrias Asakura, la mayor empresa de diseño y programación en el mercado de androides. Una joven de bello aspecto, gran inteligencia y un carácter que la hacen superdotada en todo sentido, especialmente los negocios y la ciencia.
Años atrás fue compañera de Harada y misteriosamente aceptó ser su novia cuando este se le declaró, saliendo juntos a divertirse cada tarde. Esto resultó ser una farsa, ya que Manon solo utilizaba a Harada y enviaba en su lugar un androide para probar sus capacidades de interacción social, por lo que al descubrirlo Harada destruyó el laboratorio y toda la investigación en un arranque de ira.
En la actualidad es la encargada de la compañía de su familia y en algunas ocasiones ha intentado convencer a su antiguo compañero que trabaje para ella ya que ahora ha comprendido la tremenda habilidad que posee para diseñar software y hardware para androides, sin embargo Harada no desea volver a acercarse a ella tras conocerla realmente y ver la poca importancia que le da a otras personas.

## Episodios
1. Caparazón de Amor
Asami Igarashi, una niña de primaria es abusada por sus compañeras cuando sorpresivamente se ve envuelta en una balacera entre la DSA y los Black Scissors, todo a causa de que la Agencia ha sido contratada por una misteriosa mujer para que eviten que un exdoctor busque y asesine a un vagabundo enfermo de Alzheimer, esto porque hace años atrás este último se vio involucrado en la muerte de una compañera de trabajo de ambos.
2. Caparazón de Estrellas
Hace muchos días que una anormal lluvia cae por todo el mundo de forma inexplicable; Aiko Hasegawa, una joven presentadora del clima, encuentra a un misterioso hombre herido llamado Leo quien parece huir de un individuo con poderes extraños; ambos parecen relacionados con las incesantes precipitaciones y una cercana lluvia de estrellas, por ello, cuando Leo desaparece la muchacha decide contratar a la DSA para encontrarlo y protegerlo.
3. Caparazón de Miedo
Tras detener la lluvia y salvar al mundo, la DSA debe enfrentar una ola polar mientras tienen como misión entregar un maletín cerrado fuera de la ciudad, tarea para la que solo son necesarios Harada y Mikura; sin embargo tras partir, Kurokawa se entera de que el maletín contiene una peligrosa sustancia y que han puesto precio a la cabeza de sus compañeros.
4. Caparazón de Mentiras, (Positivo)
Asami finalmente ha logrado conocer a Mikura y trabar amistad con la DSA, pero para molestia de Harada, Mikura tiene una cita, por lo que se ausentará todo el día y como una forma de sacarlo de su depresión Kurokawa lo invita a una seguir a una mujer en una investigación de infidelidad que los llevará a correr por toda la ciudad siguiendo a su objetivo, esquivando balas y buscando cual es la relación entre ella y un misterioso hombre.
5. Caparazón de Mentiras, (Negativo)
Versión opuesta del episodio anterior, que nos muestra el mismo día desde la perspectiva de Mikura, que saldría con Sakura, una vieja amiga de su infancia con quien sobrevivía en las calles antes de conocer a Kurokawa. Sin embargo, mientras Mikura pasea feliz en la ciudad por este reencuentro, su amiga parece concentrada solo en encontrar el momento propicio para asesinarla.
6. Caparazón de Memorias (También llamado Caparazón de Cien Billones)
Mientras Harada y Mikura compran partes para fabricar un androide se encuentran con Asakura Manon, una joven e importante empresaria, científica y dueña de la industria más grande de androides, quien asegura ser la exnovia de Harada, cosa que este niega rotundamente. Mientras regresan a la agencia, Harada recuerda su época de estudiante, cuando ambos fueran compañeros y él decidiera declarársele.
7. Caparazón de Lamentos (También llamado Caparazón de Tristeza)
Asami, conoce a un par de ancianos que desean la ayuda de la DSA para desalojar a unos yakuza que han invadido el edificio departamental del que son dueños, parece ser una tarea simple, deshacerse de los matones de la banda para que los dueños echen al resto, sin embargo, tanto Mikura como Asami han notado que el fantasma de una niña vestida de blanco ronda los pasillos del edificio.
8. Caparazón de Pensamientos
Asami aún es víctima de abusos por parte de sus compañeras, cosa que Mikura le recrimina de manera dura. Para congraciarse con ella, Asami desea invitarla a una sesión de realidad virtual en la que podrán vivir sus fantasías. Harada y Kurokawa advierten a Asami que esta tecnología es peligrosa a la vez que la aconsejan para que sea valiente, sin embargo Mikura decide ir sola ignorando que el encargado desea usar a los participantes como conejillos de indias para probar nuevos y letales virus informáticos.
9. Caparazón de Sueños
El asesino serial llamado Mahito es un psicópata que, disfrazado de payaso, avisa a sus víctimas por medio de mensajes de texto que los sigue y pretende asesinarlos. Ahora en la ciudad se ha puesto de moda enviar mensajes a diferentes personas simulando ser Mahito; es por ello que un excéntrico diseñador contrata a Mikura como guardaespaldas, aunque parece más interesado en usarla como modelo. Mientras Asami pide ayuda a Harada ya que ella también ha recibido amenazas de Mahito.
10. Caparazón del Maldito (También llamado Caparazón de Maldiciones)
Ha llegado a Japón la exhibición de una momia cuya rostro ha sido adornado con enormes diamantes y sobre la cual pesa una maldición de desgracias para quien esté cerca de ella. Los encargados deciden contratar a la DSA para su traslado y protección. Lo que en un comienzo parece ser una misión sencilla con un enorme pago, se transforma súbitamente en una labor peligrosa cuando los miembros de la agencia sufren sin parar desgracias inexplicables que ponen en peligro su vida.
11. Caparazón de Ilusiones
Aunque el caso de la momia ha sido resuelto, la mala suerte de Kurokawa parece no terminar, aún no regresa a la agencia cuando lo ha pillado la lluvia sin paraguas, un suicida casi le cae encima y Kazuto por poco lo mata. Como si fuera poco, un jefe criminal lo ha contratado para que se haga pasar por él y sea el blanco del atentado que han planeado en su contra; todo esto mientras en la ciudad la gente parece haber enloquecido ya que lo mismo matan a otros o se suicidan.
12. Caparazón de Origen (También llamado Caparazón de Causas)
Mientras la paciencia de Mugiyama llega a su límite por las continuas fallas de su mejor hombre, Kazuto recuerda su infancia mientras se extraña por qué la presencia de Mikura lo perturba tanto. Ante esta situación, otros miembros de los Black Scissors deciden secuestrarla para facilitar el trabajo de Ojo de pez, cosa que a este no le agrada demasiado, mientras tanto, el Jefe de Policía decide ahorrarse problemas y dinero declarando a los Black Scissors y la DSA criminales buscados a la vez que paga a dos policías corruptos de su departamento para que los maten.
13. Caparazón de Destrucción (También llamado Caparazón de Temores)
Kazuto ha decidido proteger a Mikura, Kurokawa se enfrenta a sus ex-colegas, Harada se ha salvado de morir por poco, Asami ha logrado salir viva de la explosión del edificio de la DSA y Mugiyama ha escapado del arresto decidido a mostrarle al Jefe de la Policía que tan terrible error es traicionarlo. Es hora del contragolpe, por lo que Mikura y Kurokawa se encargarán de no solo desenmascarar al Jefe de la Policía, sino también de humillarlo y destrozar su reputación.

## Adaptación al Manga
En abril de 2004 se publicó una adaptación al manga de un volumen que abarca los 13 episodios, bajo el título Mezzo, Agencia de Servicios Peligrosos; esto es un mes después de emitido el capítulo final del animé. En la actualidad no ha sido licenciado para América.

## Banda Sonora
OpeningSuki Mami Mai Tai (スキマミマイタイ) por Barnabys
EndingMitsu (蜜) por Barnabys